# Cidade Universitária (métro de Lisbonne)
Cidade Universitária est une station du métro de Lisbonne sur la ligne jaune.